# Петровская Гута
Петро́вская Гу́та (укр. Петрівська Гута) — село в Лысянском районе Черкасской области Украины.
Население по переписи 2001 года составляло 189 человек. Почтовый индекс — 19321. Телефонный код — 4749.

## Местный совет
19321, Черкасская обл., Лысянский р-н, с. Журжинцы